# Хоутоу
Хоутоу (яп. ほうとう) — суп з локшиною і популярна регіональна страва, що походить з Яманасі, Японія, і готується тушкуванням пласкої локшини подібної до удон та овочів в місоширу. Хоча хоутоу зазвичай вважається типом удону, люди з Яманасі вважають хоутоу іншим типом їжі, адже він готується з тіста відмінного від локшинового.

## Походження

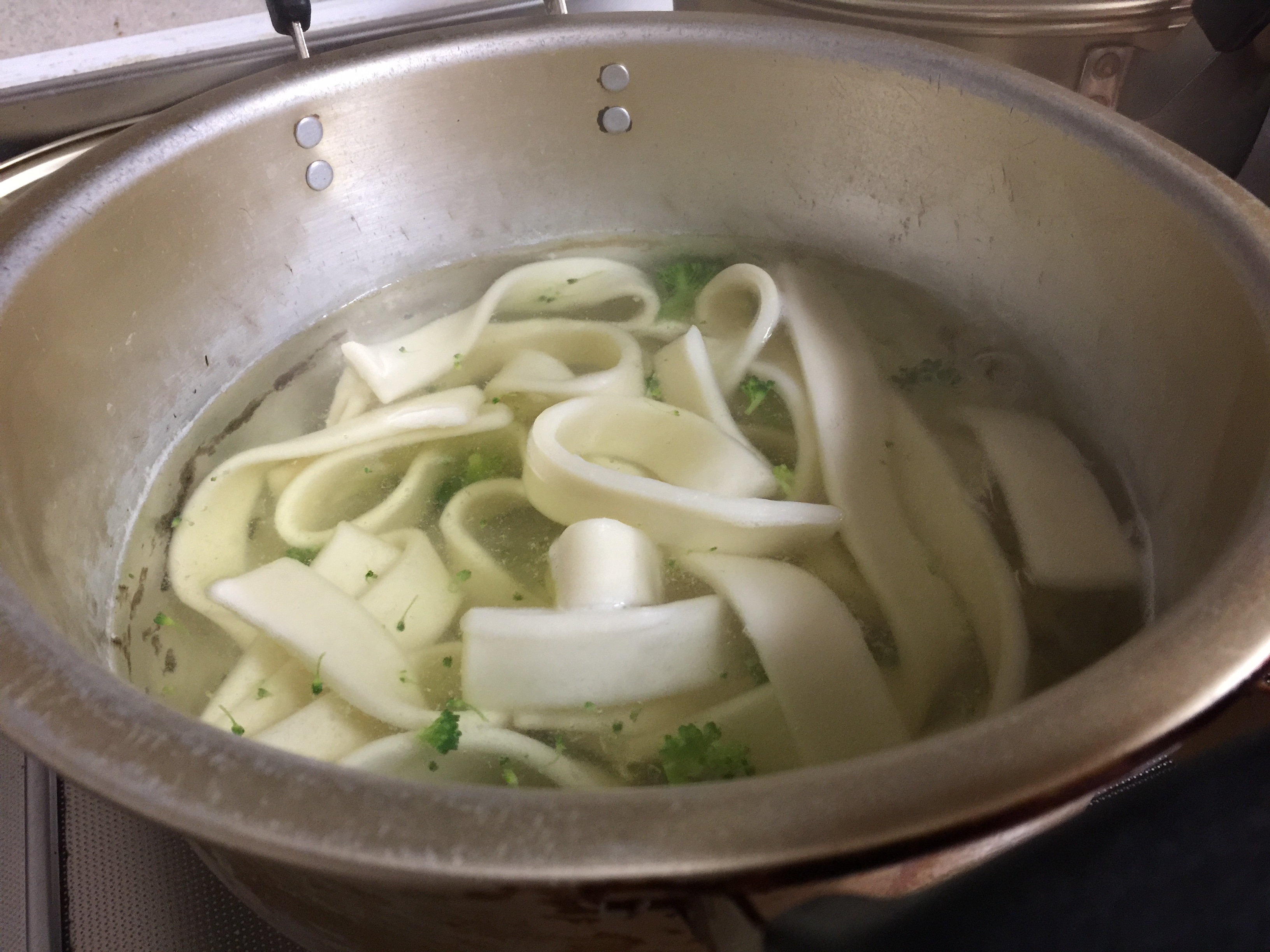
Локшина хоутоу під час приготування.

Пшеничне землеробство та використання борошна були завезені в префектуру Яманасі через нестачу місцевих рисових культур. Сільське господарство перетворило землі, традиційно зарезервовані для посівів рису, на шовкові ферми, а борошняні вироби, такі як хоутоу, були створені для протидії нестачі продовольства, що виникла внаслідок цих змін у сільському господарстві.
Цей перехід, можливо, розпочався на сході регіону Яманасі, де вирощування рису було неможливим через холодну температуру та велику кількість вулканічних порід в грунті. Пшеничне землеробство поширилося по інших частинах префектури та в сусідні префектури Наґано, Сідзуока, Сайтама та Ґунма, де також можна знайти подібні страви з використанням борошняного тіста та бульйону. Наприклад, страва під назвою нібоутоу, які є ідентичною до хоутоу, за винятком бульйону зі смаком соєвого соусу, можна знайти у префектурах Сайтама та Гунма.

### Такеда Шінґен
Інша поширена гіпотеза припускає, що хоутоу був створений місцевим воєначальником Такедою Шінґен. Реконструкція промисловості та торгівлі після Другої світової війни зробила туризм найвигіднішим типом підприємництва в префектурі, і образ Такеди Шінґена часто використовувався для просування продукції регіону. Місцеві жителі прагнули популяризувати хоутоу як їжу для туристів, рекламуючи його як їжу, яку споживали Такеда Шінґен та його солдати перед кожним боєм. Сучасні туристи можуть насолоджуватися хоутоу у численних місцевих ресторанах та у досить неочікуваних місцях, таких як кав'ярні та морозиво.
Одне з відгалужень цієї гіпотези стверджує, що нащадки клану Такеда привезли рецепт до сьогунату Токугава, і його потім використовували його для розробки Нагойської страви — місо-нікомі удон. Правдивість цього твердження залишається спекулятивною.

## Етимологія

### Гіпотеза китайського походження
Назва "хоутоу" зазвичай вважається милозвучним наближенням від хакутаку (яп. 餺飥), назви борошна для удона після його замішування та нарізання.
Кандзі "餺飥" вперше з'явився у словниках періоду Нари, і їх вимова вказана в словниках монастирського періоду як хаутау, що свідчить про те, що вона вже почала трансформуватися в хоутоу. Хоча хоутоу з'явився в Японії набагато раніше, ніж удон. Вважається, що обидва імена походять з Китаю. Наприклад, у сучасній провінції Шаньсі в Китаї слово "вонтон" записується з подібними кандзі (餛飩) і вимовляється як хоутоу.

### Гіпотеза місцевого походження
Місцеві лінгвісти зазначають, що це слово використовується в документах періоду Едо для опису всіх видів борошняних виробів, включаючи борошно, виготовлене з не-пшеничних культур. На місцевому діалекті слово борошно — хатакімоно, тоді як місцеве слово, що означає "подрібнення зернових в порошок" — хатаку. Деякі лінгвісти вважають, що хоутоу насправді походить від цих місцевих слів, коли борошно перетворювалося на популярну страву.
Інші лінгвісти не погоджуються з китайською гіпотезою походження, оскільки немає переконливих доказів того, що слово походить з Китаю. Однак з історичної точки зору слово хатаку вперше зустрічається в документах приблизно в 1484 році в період Муроматі, тоді як хоутоу або хаутау можна зустріти набагато раніше в таких працях, як "Записки в узголів'ї" (початок 11 століття). Це суперечить думці, що хатаку був основою для походження назви страви.

### Інші гіпотези
Слово можна також сприймати як евфонію "宝刀" або "放蕩". Щодо "宝刀" (скарбний меч), наведене пояснення полягає в тому, що Такеда Шінґен нарізав інгредієнти для страви своїм мечем. Однак лінгвісти, як правило, розглядають цю гіпотезу лише як розумну гру слів у рекламній кампанії, а не як правомірну теорію.

## Приготування та інгредієнти
Тісто замішують голими руками і розкатують. Потім його складають і нарізають на великі шматки. На відміну від удона, хоутоу має більш жорстку текстуру тіста, що забезпечується вмістом клейковини. 
Зазвичай вважають, що найкращий смак виходить при кип’ятінні гарбуза в супі місо, поки він не стане м’яким і не розпадеться на шматочки. Дасі (супова основа) готується з нібосі (японські сушені маленькі сардини), які часто залишають у супі, коли готують страву вдома. Овочі залежали від сезону: батун, цибуля та картопля зазвичай додаються влітку, тоді як таро, морква та китайська капуста, а також різні види грибів, таких як шіїтаке та сімедзі вважаються зимовими інгредієнтами. Свинина або курятина можуть бути включені за бажанням. Хоутоу має велику кількість крохмалю з локшини та картоплі, а також вітаміни та клітковину з супу та овочів.
Більшість локшини хоутоу ширша та пласка порівняно зі звичайною локшиною удон. Хоча це ситна їжа сама по собі, її можна подати з білим рисом так само, як і місо суп. Деякі ресторани подають хоутоу з дуже товстою, важкою локшиною у великих залізних каструлях, щоб страва нагадувала набемоно та інші страви типу хого.

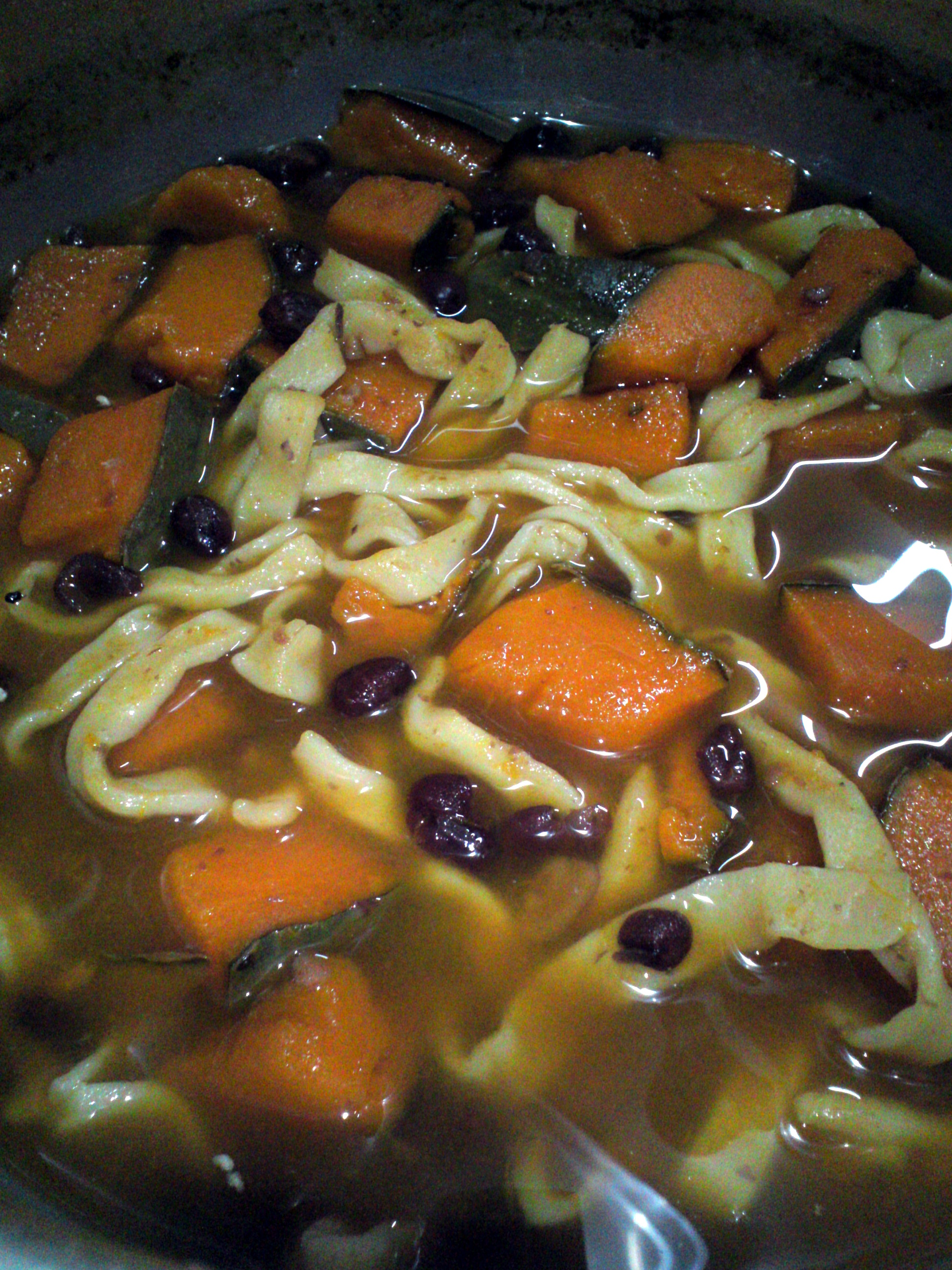
Хоутоу з адзукі.

## Хоутоу з адзукі
Адзукі-боутоу (яп. 小豆ぼうとう) — суп з бобами адзукі (шіруко) з локшиною хоутоу замість звичайних мочі чи шіратама. Хоча суп з червоними бобами адзукі зазвичай має досить водянисту текстуру, адзукі-боутоу — густе, клейке рагу з локшиною хоутоу. Місцева страва з префектури Оїта, яка називається ясеума (яп. やせうま), надзвичайно схожа на адзукі-боутоу, хоча трохи солодша і вважається швидше закускою, ніж стравою. 
У цьому сенсі хоутоу суттєво відрізняється від сучасної класифікації удон. Адзукі-боутоу не є поширеною стравою навіть у межах префектури Яманасі, і зазвичай він зустрічається лише в провінції Кай. Однак деякі місцеві ресторани містять адзукі-боутоу у своєму меню.

## Хоутоу та жителі Яманасі
Зазвичай в магазинах префектури Яманасі вивішують бойовий прапор Фурінкадзан Шінґена Такеди, що означає, що заклад подає хоутоу. На думку жителів Яманасі, хоутоу і удон — це абсолютно різні і не пов’язані між собою продукти харчування.
Традиційно кожне домогосподарство замішувало тісто з борошна самостійно. Це була популярна страва серед жінок, які цілими днями працювали на вулиці та мусили готувати обід для великої фермерської родини, оскільки рецепт та процес приготування хоутоу не були трудомісткими та складними. Зазвичай суп складався з більшої кількості овочів, ніж локшини, оскільки борошно було дефіцитним і дорогим. Багато домогосподарств резервували локшину в якості частування, яке подавали лише поважним гостям.
У міру модернізації та індустріалізації Японії рис став основою кухні, а популярність хоутоу як домашньої страви зменшилась. Супермаркети в Яманасі зараз продають розфасовану локшину хоутоу та місо-пасту, і дуже мало домогосподарств самі замішують тісто з борошна. Смак та рецепти хоутоу поступово стали стандартизованими.
Багато мережевих ресторанів в Яманасі подають хоутоу. Деякі подають його лише у традиційному стилі з основою з місо, а інші готують вищезгаданий суп з адзукі або додаютькочхуджан, щоб урізноманітнити смак. У деяких випадках також можуть бути включені нетрадиційні інгредієнти, такі як устриці, черепаха або краб. Хоча місцеві жителі часто ставляться до таких версій критично, оскільки першопочатково це була проста страва, однак ці сучасні варіації набули популярності серед туристів.